# Salons Mauduit
Les salons Mauduit sont un ensemble de salles de réception édifiées au début du XXe siècle et décorée dans un style Art déco dans les années 1930, situés au 10, rue Arsène-Leloup, à Nantes, en France.

## Histoire

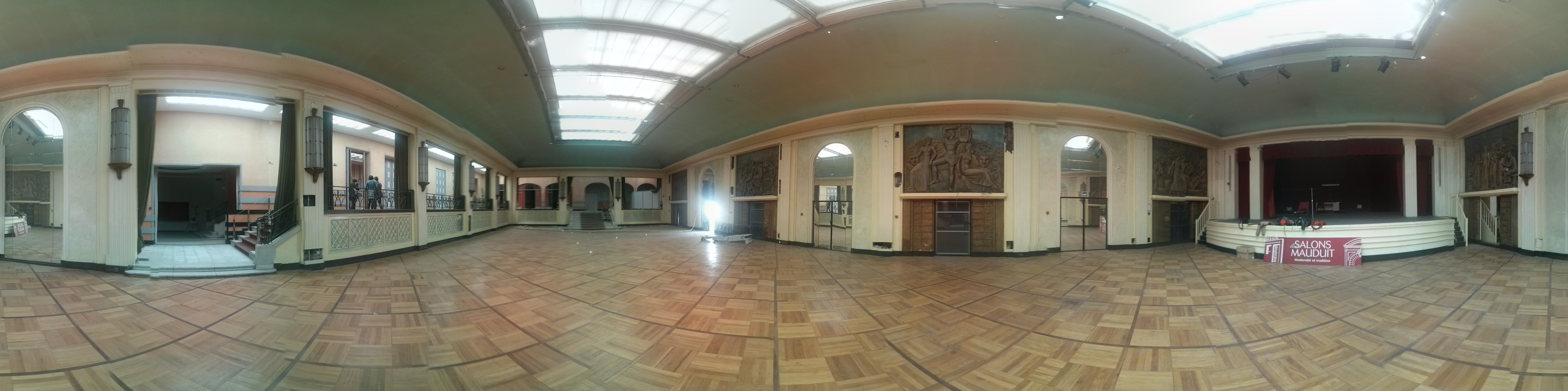
Panoramique de la grande salle des Salons Mauduit avant destruction (2015).

Le restaurateur nantais Jules Mauduit quitte son restaurant de la rue Crébillon, le « Faisan Doré », pour s'installer en 1905 au no 10 de la rue Arsène-Leloup. Il y fait l'acquisition d'une salle, la « Maison Gault », qui devient un lieu de réceptions et une piste de patinage. Lors de la Première Guerre mondiale, l'établissement est transformé en hôpital militaire. Après le conflit, le succès du lieu prend de l'ampleur, ce qui conduit Jules Mauduit à faire réaliser des travaux d'aménagement entre 1919 et 1930.
Les salons connaissent alors un âge d'or, accueillant des événements sportifs (combats de boxe, championnats de France de tennis de table de 1936, etc.), ou des banquets, tel celui organisé en 1930 autour de Gaston Doumergue lors d'une visite officielle dans la ville, au cours duquel 700 couverts sont dressés. Le fils de Jules Mauduit, Jacques, formé à l'hôtel Meurice à Paris, est le chef cuisinier, et contribue à la renommée du lieu.
Commandée par la famille Mauduit en 1937, la décoration intérieure est de style paquebot, probablement inspirée par l'inauguration, en 1935, du Normandie dans la ville voisine de Saint-Nazaire.
Les salons sont de nouveau convertis en hôpital militaire lors de la Seconde Guerre mondiale. Le 15 décembre 1942, un incendie détruit la grande salle et sa scène. Rénové après la guerre, le lieu ne retrouve pas son succès d'avant-guerre. Il accueille le premier concert de groupes rock nantais en 1962, et de nombreux meetings politiques. En 1980, la famille Mauduit cède ses salons à la Ville. La municipalité, alors conduite par Michel Chauty, se penche sur la réalisation d'un projet immobilier sur le site.
Le nouveau maire Jean-Marc Ayrault restaure les lieux destinés à être détruits, qui réouvrent en 1990. La revue nantaise de « La Cloche » s'y produit tous les ans, notamment lors de son centenaire, en 1995. En 2002, l'état de la charpente contraint la mairie à fermer l'établissement,, et à le détruire, après rejet d'un recours, à l'été 2015.
Après une longue rénovation, le grand salon reconstruit quasiment à l'identique est rouvert au public en février 2019, au sein du pôle associatif Désiré-Colombe,.

## Architecture et décor
Les salons Mauduit s'inscrivent dans la tendance Art déco. L'édifice est organisé autour de deux salons principaux, séparés par une galerie ; d'autres petites salles y sont adjointes. La réalisation de la décoration intérieure a été confiée aux architectes nantais Ferdinand Ménard (1873-1958) et Émile Le Bot (né en 1889).
La grande salle présente une mezzanine à mi-niveau. Son sol est recouvert de mosaïques. Cinq bas-reliefs peints, représentant la Musique, la Danse, le Théâtre (la Tragédie et la Comédie), les Bacchanales et un Âge d'Or, sont l'œuvre des sculpteurs Paul Guéry (1898-1977) et René Andrei (1906-1987). L’Arche de Noë de Pierre Dunand (1914-1996) — faussement attribué à son père Jean Dunand qui a réalisé les décorations murales du fumoir du Normandie — dans le petit salon, est un grand relief en laque, incorporé au mur, et dont les portes sont partie intégrante.

## Décor de cinéma
En 1990, juste avant une rénovation, Jean-Loup Hubert utilise les salons pour tourner la scène de l'élection de la reine du carnaval de Nantes 1960 dans son film La Reine Blanche.
Puis Pascal Thomas l'utilise également pour Mercredi, folle journée !, en 2000.